# Tân Hòa, Phú Bình
Tân Hòa là một xã thuộc huyện Phú Bình, tỉnh Thái Nguyên, Việt Nam.

## Địa lý
Xã nằm ở phần phía đông của huyện Phú Bình, có vị trí địa lý:
- Phía đông giáp tỉnh Bắc Giang và xã Tân Đức
- Phía tây giáp thị trấn Hương Sơn
- Phía nam giáp xã Lương Phú
- Phía bắc giáp xã Tân Kim và xã Tân Thành.

Xã Tân Hòa có diện tích 19,05 km², dân số năm 1999 là 7.730 người, mật độ dân số đạt 405 người/km².
Tân Hòa là một xã thuộc khu vực trung du, có ranh giới phía nam là hệ thống sông Máng, một kênh tưới tiêu nhân tạo được xây dựng từ thời Pháp thuộc.

## Hành chính
Xã Tân Hòa được chia thành 14 xóm: Thanh Lương, Tè, Hân, Đồng Ca, Vực Giảng, Trụ Sở, Giếng Mật, Trại Giữa, Vàng Ngoài, Cà, Ngò, Vầu, U, Giàn.